# Nordisk bronzealder
Nordisk bronzealder (også kaldet skandinavisk bronzealder) i Skandinaviens forhistorie, fra ca. 1700-500 f.v.t. Bronzealderkulturen i denne æra erstattede den tidligere stenalderkultur (yngre stenalder eller bondestenalder), og den blev efterfulgt af førromersk jernalder. Nordisk Bronzealder har traditionelt været inddelt i ældre bronzealder og yngre bronzealder, men disse underinddeles nu også af arkæologer i tre underperioder hver, ældre bronzealder således i I, II og III, yngre bronzealder i IV, V og VI. Desuden regnes nu med en "tidligste bronzealder", også kaldet "kobberalder" (2000-1700 f.v.t.), der kan anses som en overgangstid fra stenalder til bronzealder. Den første, som var i stand til korrekt at datere bronzealderen, var Oscar Montelius. Ved omhyggeligt at sammenholde fund fra hele Europa, hvilket skete i værket Om tidsbestämning inom bronsåldern med särskilt avseende på Skandinavien, og Ægypten lykkedes det ham at påvise den kulturelle forbindelse og dermed opnå en absolut datering.
Vigtigst ved denne periode er brugen af smeltet metal, bronze, ved fremstillingen af smykker og brugsgenstande. Kunsten at smelte bronze kom fra sydøst, hvor den allerede havde eksisteret længe. Sammen med metallet kom åbenbart også andre kulturelle impulser, der viser sig i genstande og kunststilarter med mere.
Bosættelser i nordisk bronzealder bestod primært af enkeltstående gårde og der kendes ingen byer eller større landsbyer. Gårdene bestod normalt af et langhus samt nogle tilhørende bygninger, gerne på fire pæle (helm). Langhusene var i første omgang med to midtergange, og efter omkring 1300 f.v.t. blev strukturer med tre midtergange normale. Der er fundet flere langhuse det samme sted, men de antages at have været opført i forskellige tidsperiode frem for at have stået på samme tid. Bosættelser lå generelt på højdedrag og der var ofte en højere koncentration nær havet. I forbindelse med bosættelser er der fundet gravhøje og gravpladser, og disse har både inkluderet begravelser i egetræskister og urner. Andre bosættelser er associeret med helleristninger eller depotfund med bronze i vådområder.
Både landbrug (inklusive hvede, hirse og bbyg) og husdyrhold (i form af domesticerede dyr som kvæg, får og svin) blev praktiseret, og fiskeri og skaldyr var også kilder til næring, samt jagt på råvildt, elge og andre vilde dyr. Der er tegn på, at okse blev brugt som trækdyr, tæmmede hunde var almindelige, mens heste var mere sjældne og sandsynligvis var et statussymbol.
Der findes tusindvis af helleristninger fra denne periode, som viser skibe, og der er store skibsgrave, kendt som skibssætninger, hvilket indikerer at skibe og søfart spillede en vigtig rolle for kulturen. De afbildede skibe repræsenterer sandsynligvis kanoer fremstillet af planker, som blev brugt til krigsførelse, fiskeri og handel. Disse skibe blev brugt op i jernalderen, hvilket bl.a. kan ses på Hjortspringbåden.

## Baggrund
Hen imod slutningen af stenalderen begyndte et nyt råstof at optræde i Danmark: metaller, i første omgang kobber, senere legeringen med tin som bronze. Denne udvikling skulle få en lang række følgevirkninger, først og fremmest overgangen fra et overvejende egalitært landbrugssamfund til et socialt differentieret håndværkssamfund med nye og/eller forbedrede samfærdselsmidler, samhandel over store afstande samt ny viden og nye teknikker til materialebehandling. Også kunsten udvikler sig med nye former, både materialemæssigt og dekorativt. Der synes at være indtrådt en åndelig udvikling, hvor tilbedelsen af vandets ånder suppleres med soldyrkelse.
Forud for bronzealderen gik en overgangstid, der undertiden kaldes "kobberalder", fordi de første metalgenstande var lavet af kobber. Både kobber- og bronzegenstande stammede oprindeligt fra Sydøsteuropa, og først efterhånden lærte man støbekunsten i Sydskandinavien. Men overhovedet synes Mellem- og Sydøsteuropa at have været en inspirationskilde for udviklingen i Sydskandinavien.
Bronzealderen var utvivlsomt en dynamisk tid, hvor nye skikke samt nye genstandstyper kom til, og hvor nye stilarter eller udformninger afløste hinanden.

### Metalstøbning
Det vides ikke, hvornår kunsten at smelte og støbe metaller opstod. Allerede omkring 5000 f.v.t. begynder spor efter bearbejdning af "frit" det vil sige næsten rent kobber i Europa at fremkomme i Sydøsteuropa (nuværende Bulgarien, Rumænien, Makedonien og Serbien). Dette kobber lod sig bearbejde ved såkaldt koldhamring, det vil sige uden opvarmning, men man opdagede snart, at metallet lader sig hærde i åben ild. Omkring 4000 f.v.t. havde man udviklet teknikker til at udsmelte metal af kobbermalm, og der udviklede sig en egentlig kobberminedrift blandt andet i Rudna Glava ved Bor i det nordøstlige Serbien og Aibunar i Bulgarien. Denne udvikling må ses i lyset af, at der fandtes store forekomster af næsten rent kobber i et stort område strækkende sig fra Makedonien og Bulgarien til Slovakiet. I det 3. årtusinde f.v.t. indtraf tilsyneladende en vis knaphed at være indtruffet, og dette førte til søgning efter nye råstofområder i Europa, hvorved kendskabet til metalstøbning spredte sig mod vest og nord til Sydtyskland, Frankrig, England og Irland. Den malm, som forekommer i Bøhmen og Mellemtyskland, kaldes fahlerz, er svovlholdig og rummer arsenik, antimon, nikkel, bly og sølv i et omfang af op til 20%.
Metalsmeltningen og -støbningen krævede så høje temperaturer, at disse processer kun kunne finde sted ved anvendelse af kul: udvindingen af kobber kræver brænding ved op til 700 °C og for støbning 1083 °C (kobbers smeltepunkt). Det fornødne kul måtte fremstilles som trækul. Dette indebar, at store skovområder måtte bruges til brændsel ved behandlingsprocesserne.
De første genstande af metal, der nåede Danmark, var økser, spiralringe og andet af kobber, hvilket har givet anledning til udtrykket "kobberalder". Fundfordelingen tyder på, at de er fragtet ved sejlads fra fremstillingsområderne i Sydøsteuropa ad Oder over Østersøen. Hvad nordboerne har givet i bytte for metallerne er uklart. Rav er en mulighed og skal være begyndt omkring 1600 f.v.t. og kraftigt tiltaget efter 1200 f.v.t. men er næppe hele forklaringen. Også landbrugsprodukter har været foreslået som byttevare.
Bronzehandelen fik andre følger: nye genstandstyper som rageknive af bronze dukker op i Sydskandinavien som noget nyt omkring 1400 f.v.t., kort tid efter at lignende rageknive var blevet taget i brug ved Middelhavet. Kedelvogne, klapstole og tohjulede vogne synes også at være indførte sydfra.
Undersøgelser af bælteplader tyder på, at plader fra forskellige egne er blevet fremstillede ved brug af en og samme matrice. Det betyder et af to: enten må bronzesmedene være omrejsende og de har udført deres arbejde rundt om i landet, eller også må der have været en meget omfattende samhandel. Undersøgelser tyder på, at der har eksisteret omkring et dusin regionale værksteder i Danmark og Nordtyskland med hvert sit handelsopland.

### Samfærdsel
Metaludnyttelse fører uundgåeligt til et samfund med mere alsidige samfærdselsforbindelser. Fremstillingen af bronze kræver en blanding af kobber og tin, men de to metaller findes ikke samlet, så der måtte finde transport og handel sted. Håndværket krævede særligt kyndige, hvilket førte til fremkomsten af smede. Transporten kunne finde sted ad sejlbare floder eller på dertil egnede veje i kærrer og vogne. Ikke meget vides om den nordiske søfart. Arkæologiske fund viser fartøjer lavet af store, udhulede stammer både fra ældre og yngre bronzealder, men i yngre bronzealder skete imidlertid en drastisk udvikling, idet en ny type plankebyggede men fortsat sejlløse skibe kendes fra helleristninger, og de minder i udseende med deres karakteristiske "snabler" i stævnene om de krigskanoer fra Hjortspring mose, der tillige kendes fra keltisk jernalder.
Den internationale handel fik andre følger. Først nu optræder kærrer og vogne, der afspejler lignende køretøjer og stridsvogne kendt fra Middelhavsområdet. Disse tidlige køretøjer har haft to hjul sat på hver side af en 3 m lang tveje af eg; det ældste sådanne køretøj i Danmark stammer fra Bølling sø og dateres til 1900 f.v.t. Helleristninger af sådanne hestetrukne vogne kendes blandt andet fra Kivik i Skåne. Spor under bronzealderhøje viser, at der allerede på daværende tidspunkt eksisterede veje, som regel blot hjulspor. I sumpede egne måtte anlægges veje af grene og ris, 3-4 m brede og med grene liggende på tværs af kørselsretningen for at forhindre, at hjulene sank ned. Grenbelægningen kunne være dækket med sand eller grus, som måske har været fastholdt med kantsten eller træ. Rester efter en plankevej af kløvede og tilhuggede egeplanker er fundet i Speghøje mose mellem Herning og Silkeborg, er 3 meter bred og dateret til 1450 f.v.t.

### Beklædning og personlige ejendele
Takket være gode bevaringsforhold i egekister i bronzealderens gravhøje kendes meget til befolkningens beklædning og deres personlige ejendele. For kvindernes vedkommende er det især grave ved Egtved, Skrydstrup og Borum Eshøj, der har givet oplysninger. For mændenes vedkommende er det især grave fra Muldbjerg og Trindhøj, der har givet oplysninger.
I Egtved er der tale om en 16-18 år gammel kvinde, omkring 160 cm høj. Hun var begravet i en kort bluse af vævet fåreuld i toskaftet vævning og med trekvart lange ærmer. Den var udskåret af et rektangulært klæde, omkring 60 x 100 cm stort. Blusen er blevet sammensyet på ærmernes underside og på ryggen med en T-formet søm. Halsåbningen var blevet forstærket ved en ombukning og knaphulssting. Blusen er så kort, at hendes mave har kunnet ses, når hun bevægede sig. På underkroppen bar hun et snoreskørt, der var 38 cm højt og nåede hende til knæene. Sådanne snoreskørter var undertiden forsynede med små cylindriske bronzerør, der kan have givet lyd fra sig, når kvinden bevægede sig. Snoreskørtet har formodentlig hvilet på hendes hofter. Midt på livet bar hun et løst bælte med en smykkeplade.
I Skrydstrup er der også tale om en 16-18 år gammel kvinde, omkring 170 cm høj. Også hun bar en bluse med trekvart lange ærmer, men på underkroppen bar hun et langt skørt, der kan have nået helt op til armhulerne. Hun har båret en omhyggelig sat frisure med hårnet.
I Borup Eshøj er der tale om en ældre kvinde 50-60 år gammel. Også hun bærer en bluse og et langt skørt. Også hun har båret en omhyggelig sat frisure med hårnet.
Mændene bar nyreformede kapper vævet af stærkt valket fåreuld. Om livet bar de en kofte. Grundlaget for disse tøjstykker har været et firkantet tøjstykke, omkring 150 cm bredt. Heraf blev først udskåret kappen. De resterende stykker blev anvendt til at lave koften, der blev syet sammen af flere tøjstykker. De fleste af mændene bar runde huer på hovedet. Mændene er blevet begravede med et sværd.
Sværdene findes i tre udgaver: med fuldgreb, med grebtunge og med fæste af træ eller lignende. Inddelt efter tidsrum og brug viser svær med fuldgreb næsten ingen spor af brug gennem hele bronzealderen, sværd med grebtunge udviser moderat eller kraftig opskærpning både mellem 1500-1200 f.v.t. og 1200-1000 f.v.t. og sværd med træskæfte moderat skærpning mellem 1500-1200 f.v.t. og kraftig opskærpning 1200-1000 f.v.t. Dette tyder på, at fuldgrebssværdene fortrinsvis var statussymboler mens de to andre typer har været brug til kampe. Dette tyder også på, at bronzealderen var en relativt krigerisk tid. Det er sandsynligt, at det har krævet magt at sikre kontrol over handelen med bronze, råmaterialer og genstande, og at der har eksisteret en særlig gruppe af krigere.
Et markant træk i bronzealderen er fremkomsten af en række nye personlige ejendele lave af bronze: bælteplader, armringe, halskraver, bæltedåser, smykkeplader til kvinder, sværd med tilhørende sværskede, spyd, nåle og fibler (dragtspænder) til mænd. Men også nye tekstiler dukker op: hårnet, trøjer og skørter til kvinder, huer til mænd.

### Social differentiering
Der er næppe tvivl om, at bronzesmede udviklede sig som et ny specialiseret håndværk, men det er ikke nødvendigvis ene om at være nyt: uldproduktionen var øjensynligt voksende, og væveri kan have udviklet sig som et andet specialiseret håndværk. Også fremstillingen af vogne, hjul og fartøjer kan have udviklet sig til nye specialiserede håndværk, og måske andre.
Som følge af metallernes store værdi, måtte disse beskyttes mod frarøvelse, og der udviklede sig en krigerstand hertil. Karakteristisk nok optræder sværd og spyd af bronze. Sådanne styrker kunne, efter Hjortespringsbådens størrelse og en offernedlæggelse i Thorsbjerg mose at dømme, omfatte 30-40 krigere. Men handel og fragt har næppe kunnet ske uden en form for indbyrdes aftaler mellem de stedlige stormænd. Disse forandringer måtte således ske under en anerkendt leder, og der udviklede sig derfor et differentieret socialt samfund. At dette også skete, fremgår af at de første metalgenstande ikke var redskaber til daglig brug men snarere smykker, økser og dolke, der øjensynligt bidrog til at markere ejerens sociale status. Andre vidnesbyrd om de ændrede sociale forhold er blandt andet klapstole af asketræ, der er fundet i et mindre antal gravhøje, som nøje svarer til afbildninger i det østlige Middelhav: Grækenland, Kreta og Egypten, og som utvivlsomt var et værdighedssymbol. Selve gravformen med gravhøje for enkeltpersoner i særlige stammekister og med gravgaver til dels af bronze, der optræder fra omkring 1600 f.v.t., vidner ligeledes om særlig agtelse og adskiller sig derved både fra begravelser fra tragtbægerkulturen med dens fælles gravkamre i form af jættestuer og fra enkeltgravskulturens hellekister. Muligvis må også forekomsten af store langhuse, af arkæologer betegnede som "haller", ses at afspejle datidens sociale forhold. Man må regne med, at der i løbet af 2. århundrede sker en udskillelse af særligt fremstående slægter, der forestod de internationale handelsforbindelser. I sydligere egne ser det ud til, at kvinder har været en del af et system, som bragte nye kosmopolitiske stormandsslægter i indbyrdes slægtsforbindelser. Det er muligt, at Egtvedpigen kan have indgået i en lignende slægtsforbindelse.
Endelig kan medicinere og præster have været nye specialiserede leveveje. Det er muligt, at de ledende slægter også indtog en særstilling i forbindelse med tidens åbenbart talrige religiøse ceremonier.

### Gravskik
En ændret gravskik i form af ubrændte lig begravede i store gravhøje med gravgaver af guld og bronze udviklede sig og bredte sig hen over hele det centraleuropæiske område mellem Karpaterne i øst og Rhinen i vest fordelt på to kulturkomplekser, det ene omfattende det sydlige Tyskland, det østlige Frankrig, det sydvestlige Bøhmen og de vestlige dele af Østrig, det andet ved Donausmellemste løb i Tjekkiet, Østrig, Ungarn og med udløbere i Rumænien og Jugoslavien i perioden 1800-1400 f.v.t. mens man efter omkring 1400 gik over til at brænde de døde og putte de brændte ben efter de afdøde i urner, som blev begravede på store fælles gravpladser kaldet urnemarker. En lignende udvikling skete i de sydlige dele af Skandinavien.

### Dekorationsstilarter
Dekorativt var bronzegenstande i ældste fase fra 1800-1500 f.v.t. præget af geometriske mønstre som linjer, trekanter, rhomber og buer, men omkring 1500 f.v.t. slår en ny stil kaldet spiralstilen igennem, og denne varer frem til 1200 f.v.t. hvor en ny plastisk dekorationskunst med vekselvirkning mellem positivt og negativt udviklede sig.
Den geometriske stil stammer fra Karpaterne og kom sammen med bronzen. Den kunne bestå i parallelle linjer, punktrækker, skraverede trekanter med markerede spidser, timeglasagtige figurer, rhomber, zigzagmønstre, krydsskraverede bånd eller rækker af halvbuer. Disse motivgrupper blev placerede i grupper således på den enkelte genstandes overflade, at der kunne opnås en kontrastvirkning mellem udekorerede og dekorerede flader.
Spiralstilen optræder første gang omkring 1600 f.v.t. Den stammer formodentlig fra et område omfattende Mähren, Slovakiet, Ungarn og Rumænien og genfindes omkring 1500 f.v.t. på tre gravsteler fra Mykene i Grækenland, der viser Faraos forfølgelse af Moses. Den genfindes nøje kopieret på nordiske bronzegenstande som pragtøkser fra Diverhøj på Djursland og Gunderupgård i Nordjylland samt kvindelige bælteplader, hvor spiraldekorationen er fremstillet ved hjælp af en form for stempler eller matricer.

### Religion
Det er begrænset, hvad der kendes til datidens religion, men dekorationer på rageknive samt andre billedmotiver tyder på, at det har været en solkult, hvor solens gang om dagen og natten spillede en stor rolle, og hvor fisk, slanger, heste samt om natten både, om dagen måske en vogn øjensynligt optræder som hjælpere for solen i dens daglige bevægelser. Denne solkult kendes ikke kun i Danmark men også fra Middelhavsområdet. Af andre træk må nævnes brugen af processionsøkser og lurer samt forekomsten af moseofringer.
Solkulten således som den kendes fra billeder på rageknive formodes at vise solens tur over himlen om dagen og hjemrejse med skib om natten. Solens rejse begynder om morgenen, når solen fra sin natlige rejse med skib af en fisk hjælpes fra natskibets stævn opad imod et morgenskib. Fisken følger med solen på første del af rejsen med morgenskibet men bliver snat spist af en rovfugl. Solen er endnu på skibet men bliver kort efter hjulpet af tre heste, som derefter trækker solen hen over himlen i dagtimerne. Solen kommer ombord på et nyt skib og får nu hjælp af en slange, som følger skibet om natten på hjemrejsen. Men om morgenen er slangen forsvundet, og en fisk har overtaget rollen som rejsekammerat og hjælper. Denne rejse formodes også vist i forenklet form som "hjulkors", det vil sige et rundt hjul med et kors i midten, på helleristninger. Personificerede guder findes ikke i denne mytologi. Skib, fisk, fugl og slange forekommer også i Ægyptens solkult.
Fund af små figurer fra Grevensvænge tyder på indviklede ceremonier i forbindelse med religionsudøvelsen. Endvidere er fundet processionsøkser, hornede hjelme, lurer og andet, der understøtter dette. Fra Grevensvænge kendes figurer af to mænd med hornede hjelme, der holder hver sin processionsøkse, tre kvinder i kort skørt, der udfører badutspring samt en stående kvinde med håret opsat i en hårdknude. Fra Fårdal kendes en række figurer: hestehoveder, en slange samt en kvinde, der tilbyder die. Det er muligt, at disse har indgået i et frugtbarheds- eller vielsesritual, hvor kvinden ofrede sit lange flettede opsatte hår i en mose. Afskårede hårfletninger kendes fra flere offerfund. At der har eksisteret en frugtbarhedskult understreges også af flere helleristninger. Formodede processionsøkser er fundet flere steder i det sydlige Norden, og flere helleristninger viser øksebærende mænd. Hornede hjelme kendes blandt andet fra Viksø Mose i Nordsjælland.
Der vides intet om udøvelsen af de religiøse ceremonier. Ved Sandagergård nær Venslev i Horns Herred i Nordsjælland er fundet spor efter en bygning, der er tolket som et kulthus. Påfaldende for bygningen var flere helleristningssten dekorerede med hænder med udspilede fingre, og visse hellerisninger andre steder viser personer med forstørrede hænder med og uden processionsøkse.
Luren optræder først i yngre bronzealder, tiden 1200-700 f.v.t. Lurer blev ikke fremstillet i et stykke men derimod i dele, som blev sammenføjede til en samlet lur. Sådanne lurer kendes fra Sydskandinavien og Nordtyskland.

### Helleristninger
Et karakteristisk træk i nordisk bronzealder er forekomsten af helleristninger, billeder indskrabede i overfladen på sten og grundfjeld. De menes at afspejle religiøse forestillinger og dateres til tiden omkring 1600 f.v.t. De forekommer især på grundfjeldet på Madsebakke og ved Hammersholm på Bornholm samt i det nordlige Bohuslen, mens de i resten af Danmark er lavet på løse sten. På den skandinaviske halvø kendes de især fra det sydøstlige Skåne, det østlige Småland, det vestlige Uppland, Tanumshede i det østlige Östergötland, det sydlige Østfold, i Jæren og på sydsiden af Trondhjem Fjord.
Motiverne varierer. I Danmark er den hyppigste forekomst små gruber kaldet skåltegn, der ofte forekommer talrige sammen. Desuden forekommer solkors (en cirkel med et kors i midten, der formodes at vise solens gang over himlen), skibe og fodaftryk. Andre motiver viser mænd og dyr, hvoraf nogle åbenbart er heste, desuden pløjescener med ard trukket af okser. I Kivik-graven ved Simrishamn i det sydøstlige Skåne ses også blandt andet en mand stående på en stridsvogn trukket af heste. I nordligere egne af Skandinavien (Nordnorge) er fundet billeder, der viser jagt og fiskeri samt folk på ski.

### Landbruget
Frem til bronzealderen lå hovedvægten i landbruget på husdyrholdet, hvor især får og geder synes at spille en hovedrolle. Agerbruget skete ved opdyrkning af mindre markfelter dyrkede med en ard. De ældste kendte marksystemer er fundet i forbindelse med bopladser i Bjerre enge i Thy, omfattende 12 marker på 100-300 m² i størrelse, adskilte af våde lavninger af uens størrelse. De er daterede til 1. årtusinde f.v.t. Det er muligt, at agrene var indhegnede for at forhindre kvæg og får at skade dem. De var forløbere for de senere såkaldte keltiske agre. De blev pløjede med en ard på kryds og tværs, først med en krogard, senere en bueard. På helleristninger ses billeder af pløjning med ard, og ardfurer er fundet på steder, hvor bronzealderens bønder drev landbrug, blandt andet under gravhøje og bopladser.
Allerede i bronzealderen er man formodentlig begyndt at gøde agrene med husdyrgødning. I løbet af bronzealderen tiltog befolkningen og dermed også betydningen af kornavlen. I den forbindelse skete en begyndende opstaldning af kvæg for at samle gødning. Undersøgelser tyder på, at byg udgjorde tre fjerdedele af de dyrkede afgrøder, idet avnklædt byg efterhånden erstattede nøgen byg. Dyrkning af emmer gik tilbage, mens spelt, rug, havre og sæddodder tiltog. Muligvis har også hvede og hirse været dyrket i beskedent omfang. Fra slutningen af 3. årtusinde kendes krumsegl af flint til høstning, senere blev lignende segl lavet af bronze. Planter har også kunnet bruges til fremstilling af drikke: byg egner sig til øl og i Egtvedpigens grav er fundet en barkspand med rester af en drik brygget af trane- eller tyttebær, emmerhvede og lindehonning.
Husdyrholdet var varieret: heste, kvæg, får, geder og svin forekommer alle, omend af varierende betydning de enkelte steder. Kvæg udgjorde omkring halvdelen af husdyrholdet, svin omkring en fjerdedel og får og ged tilsammen omkring en fjerdedel, men der kunne være store udsving fra boplads til boplads, således spillede svin en beskeden rolle ved den jyske vestkyst og på vadehavsøerne, hvor får og ged kan have udgjort op til 30-40% af husdyrbestanden. Kvæg optræder på helleristninger ofte som trækdyr.
Det er ligeledes i bronzealderen, at hesten begynder at spille en stadig større rolle, i begyndelsen udgjorde den kun 3-5%, undtagelsesvis 10-15% af husdyrholdet. Hesten har været anvendt som spisedyr men også som trækdyr og måske ridedyr. I kystegne har man fanget fisk, således hornfisk, torsk, kuller og flynder, samt indsamlet hjertemusling, blåmusling, østers og strandsnegl og jaget delfin, nordhval og kaskelothval samt sæler.
Heden havde bredt sig gennem yngre stenalder, og under bronzealderen synes hedens opretholdelse at være fastholdt af nogenlunde uforandret størrelse. Dette er sket ved at afbrænde lyngen med jævne mellemrum og må være sket som en bevidst behandlingsmåde. Lyng er næringsrige for kvæg, får og geder, og lyng egner sig til vinterfoder til husdyrene. I løbet af bronzealderen var denne udvikling så fremskreden, at man kan tale om et vedvarende åbent hedelandskab i Jylland. I landets østlige dele bevirkede græsning dannelsen af store træfrie kratoverdrev, mens græsningsskovene blev mindre. Omkring år 1.000 f.v.t. var store dele af landskabet vedvarende træløst. Bebyggelsen holdt sig i det store og hele til de samme bygder, som havde eksisteret siden begyndelsen af enkeltgravstid med de udvidelser, som skete i dolktid. Disse bygder blev dannede ved, at en boplads harkrævet 1-2 km2 pr. familie. Bopladserne lå i små grupper, mere eller mindre adskilte med dyrkede områder og med tilhørende gravpladser, kun adskilte af fugtige lavninger, søer og åer. Man har på Fyn ment at kunne udskille 80 sådanne bygder af noget uens størrelse.
Særlig bemærkelsesværdig er en stærk fremgang i fåreholdet, og fåreuld synes at have spillet en betydelig rolle i tekstilfremstilling. Hvis får har spillet en større rolle i forbindelse med uldproduktion, kan ændringer i tekstilfremstillingen være en medvirkende forklaring. At uld i bronzealderen har haft en voksende betydning afspejles i form af væve, hvorpå man vævede meterbrede og 4-5 meter lange klædestykker fremstillede af forskellige uldkvaliteter, spindings- og garntyper med brikvævning og broderier. Også selve forarbejdningsteknikken udvikledes i yngre bronzealder med skaftvævning og kipervævning, der muliggjorde at fremstille mønstre. Fårene blev større og har formodentlig været holdt i store flokke bevogtede af vogterdrenge og hyrdehunde.

### Bebyggelsen
Kendetegnende for tiden omkring 2000 f.v.t. var, at husene blev stadigt større og mere differentierede med hensyn til deres indretning. Det største kendte bronzealderhus i Skandinavien lå i Sverige og var 60 m langt og 10 m bredt. I ældre bronzealder var det fortsat store langhuse, oprindeligt midtsulehuse, der dominerede bebyggelsen. Nogle af disse synes at have være inddelt i to eller flere rum. I nogle tilfælde tyder det på, at der har været indrettet en lade i bygningernes østende.
Langhusene var oprindeligt toskibede, men i løbet af bronzealderen skete der en konstruktionsmæssig udvikling til treskibede huse. I stedet for en stolpe midt i huset blev der nu placeret to stolper omkring en tredjedel inde i rummet og formodentlig forankrede med en indbyrdes forbindende tværstolpe over midtergangen eller midterrummet. Forklaringen på den ændrede konstruktion skal søges i husenes større bredde, der gjorde denne konstruktionsmåde mere velegnet til at understøtte taget, hvis den forbindende tværstolpe tillige udgjorde understøttelse for en lodret stolpe op til tagryggen. I første omgang forsøgte man sig med bredere midtsulehuse, 8-9 meter brede, og bredden ændredes ikke senere nævneværdigt (huse kunne blive op til 10 meter brede), men ved at gå over til treskibede konstruktioner kunne tillige opnås en mere hensigtsmæssig arealudnyttelse for en stald med båseskillerum langs siderne. Samtidig blev bygningerne opdelte i rum i længderetningen og øjensynligt med uens anvendelsesformål: bolig (spise- og opholdsrum), værksted, stald med plads til et varierende antal af dyr og lade, men der kunne være stor variation fra bygning til bygning. Endvidere blev husene stadig længere, og flere af husene er blevet karakteriseret som "regulære haller" på 25-50 meters længde. Det er formodet, at de største af disse huse var beboede af særligt fornemme familier, stormænd eller endda høvdinge, men husene havde varierende størrelse fra 50-70 m² under tag for de mindre til en standardstørrelse på 85-130 m² til store haller på 200-300 m² eller mere. Det er sandsynligt, at tagmaterialet var planten tagrør, som blev skåret med flintflækkeknive.
I tilknytning til nogle huse er fundet cirkulære eller halvcirkulære indelukker, der er blevet tolkede som opbevaringspladser for korn eller hø, eller for gødning. Andre steder er fundet spor efter kvæg- og fårefolde.
I flere tilfælde kan der konstateres bopladser beboede over en periode på flere hundrede år men med flytninger af bopladsen over større eller mindre afstande eller med fornyelser med en eller flere generationers mellemrum. Ved Bjerre i Nordjylland er påvist formodet 19 bopladser inden for et område på 100 hektar, men her som i andre tilfælde hersker der stor usikkerhed om antallet af gårdenheder, der eksisterede på samme tidspunkt. I mange tilfælde bestod bopladserne af en enkelt eller nogle få gårde, som lå mere eller mindre samlet inden for velafgrænsede ressourceområder, som også formodes at have været bestemmende for de tidvise flytninger. Den indbyrdes afstand mellem bopladser kunne variere men lå i visse tilfælde på omkring 2,5 km, hvilket modsvarer, hvad der også kendes fra middelalderens landsbyer. Den indbyrdes afstand mellem stormandshuse kunne være omkring 12 km. Det er muligt, at disse fordelingsmønstre har afspejlet en opdeling i indbyrdes adskilte bygder. I Mellemeuropa (Mähren, Slovakiet, Ungarn og Rumænien) forekom højtliggende, befæstede bopladser med omfattende håndværksvirksomhed omgivne af åbne bopladser og beliggende således, at der var udblik over forbindelsesvejene i det omgående landskab. Det er muligvis en lignende ordning uden egentlige befæstninger, der har gjort sig gældende i Sydskandinavien.

#### Limensgård
Omkring år 2000 blev Limensgård på Bornholm atter beboet af bønder. På dette tidspunkt, ved overgangen til bronzealderen, blev der fortsat opført midtsulehuse, men disse var nu betydeligt større end 5-600 år tidligere: 25-44 m lange og 8-9 m brede. Tre rækker af stolper understøttede nu taget: en i midten og på hver side en række af støttestolper. Der kendes i alt 16 huse fra denne bopladsfase, men de har ikke alle stået på samme tid. Det formodes, at nogle af dem har været indrettet med en lade eller stald i østenden, men der er ikke fundet spor efter båseskillerum. Husenes formodes at være indrettede med skillevægge i husets længderetning og med afrundet vestende. Bebyggelsen dateres til tiden 2100-1700 f.v.t.

#### Hemmed og Egehøj
En noget yngre boplads kendes fra Hemmed på Djursland. Også denne bestod af et midtsulehus, 43 m langt og ligeledes med afrundet endegavl i vestenden. I begge ender af huset fandtes ildsteder i husets midtakse. Bopladsen dateres til tiden 1700-1500 f.v.t. En nærliggende boplads fra samme tid kendes fra Egehøj ca. 1 km borte. Husene, tre ialt, var her mindre: 21 m lange og 6 m brede. Disse huse synes a have været delte omtrent midt i længderetningen. I nogle af dem er fundet spor efter vævning. Ved Egehøj dominerede byg som afgrøde men, som noget nyt, optræder spor af brødhvede.

#### Resengård
Fra Resengård i Salling kendes en boplads ligeledes dateret til tiden 1700-1500 f.v.t. Også her er husene 19-20 m lange og 6 m brede. Af interesse er, at man fandt sport i husets østende efter nøgen byg, brødhvede eller emmer, som formodes at være dyrket på omkringliggende marker.

#### Bjerre
Ved Bjerre ved Hanstholm i Thy har man kunnet påvise 19 bopladser, som har eksisteret i en periode på op mod tusind år og hvor de enkelte bopladser formodentlig har afløst hinanden indenfor et område på 100 hektar. En af disse bopladser, dateret til 1.400 f.v.t., bestod af tre langhuse eller gårde af treskibet konstruktion og 18-19 m lange og 6-7 m brede. Husene havde indgang omtrent midt på langsiden. I den vestlige ende af et af husene fandtes et ildsted, og denne er tolket som beboelsesende. I et andet af husene synes at have været båseskillerum midt i bygningen. Dette er blevet tolket således, at der var en stald midt i huset og beboelse i begge ender. Husene var af varierende størrelse: nogle dækkede et areal på 2-300 m², andre 85-130 m² og endelig nogle 50-70 m². Uden for husene er fundet spor efter indhegninger, der tolkes som dyrefolde. Af husdyr er fundet spor efter kvæg, geder og får. Lignende bopladser kendes fra vestfrisiske områder. Nogle indhegninger havde en halvcirkulær eller cirkulær form. De tolkes som opbevaringssteder for hø eller gødning. Af afgrøder dyrkede man emmerhvede og nøgen byg men også avklædt byg, spelt, enkorn og muligvis dværghvede.

#### Højgård
Ved Højgård ved Gram i Sønderjylland har man fundet en boplads bestående af et større antal langhuse, der dog ikke alle var samtidige. Det største hus var 51 m langt og 8,5 m bredt. Det var inddelt i 4 indvendige rum med skillevægge. Spor efter ildsteder i den vestlige ende tyder på beboelse. Det østligste rum kan have været anvendt som stald. Opstaldningen er formodentlig sket for at kunne indsamle gødning fra husdyrene til brug på markerne, men samtidig opnåede man andre fordele: dyr på stald har mindre foderbehov og er bedre beskyttede mod ran og rovdyr. Også indhegninger har kunnet fremme både gødningssamling og beskyttelse.

## Galleri
- Båd- og sol-symboler på helleristninger ved Madsebakke på Bornholm, Danmark.
- Mænd med våben. Tanumshede, Vestsverige.
- Solvogn. Petroglyffer fra Tanum, Sverige.
- Solvognen. Danmark.
- Rituelle lurer bronze. Lurerne fra Brudevælte, Denmark.
- Ceremonielle hjelme. Veksøhjelmene, Danmark.
- Gravhøje ved Gårdstånga, Skåne, Sverige
- Mand begravet i en egetræskiste fra Borum Eshøj, Borum, Danmark.
- Skibssætning på Gotland, Sverige
- Jagtscener med rensdyr, jægere og fiskebåde på helleristningerne ved Alta i Norge
- Både og sol-symboler. Helleristninger i Bardal nær Steinkjer, Norge.
- Metallurgi og værktøjsfremstilling. Støbeform til bronzesave, Sverige.
- Bronzekamme. Gotland, Sverige.
- Ragekniv i bronze. Skåne, Sverige.
- Rørbysværdene i bronze. Rørby, Danmark.
- Fem edsringe, der er blandt guldfundene fra Boeslunde